# Walter Middelberg
Walter Middelberg, född 30 januari 1875 i Zwolle, död 15 september 1944 i Zwolle, var en nederländsk roddare.
Middelberg blev olympisk bronsmedaljör i åtta med styrman vid sommarspelen 1900 i Paris.